# Ci
Ci (stsl. ci) je naziv za slovo glagoljice i stare ćirilice. 
Koristilo se za zapis glasa /c/, te u glagoljici i ćirilici kao broj 900. Oblik se dovodi u vezu s hebrejskim cade.
Standard Unicode i HTML ovako predstavljaju slovo ci u glagoljici:
|                 | Unikod | Unikod                        | HTML     | HTML | izgled ovisi o pregledniku | poveznice (engl.)                |
| k. točka        | naziv  | kod                           | entitet  |      | izgled ovisi o pregledniku | poveznice (engl.)                |
| --------------- | ------ | ----------------------------- | -------- | ---- | -------------------------- | -------------------------------- |
| veliko slovo ci | U+2C1C | GLAGOLITIC CAPITAL LETTER TSI | &#x2C1C; | nema | Ⱌ                          | detaljni podaci test preglednika |
| malo slovo ci   | U+2C4C | GLAGOLITIC SMALL LETTER TSI   | &#x2C4C; | nema | ⱌ                          | detaljni podaci test preglednika |

## Vanjske poveznice
- Definicija glagoljice u standardu Unicode (PDF) (eng.)
- Stranica R. M. Cleminsona, s koje se može instalirati font Dilyana koji sadrži glagoljicu po standardu Unicode (eng.)